# Frances Peralta
Francisca Peralta (19 de Março de 1883 – 22 de dezembro de 1933) foi uma cantora de ópera estadounidense.

## Biografia

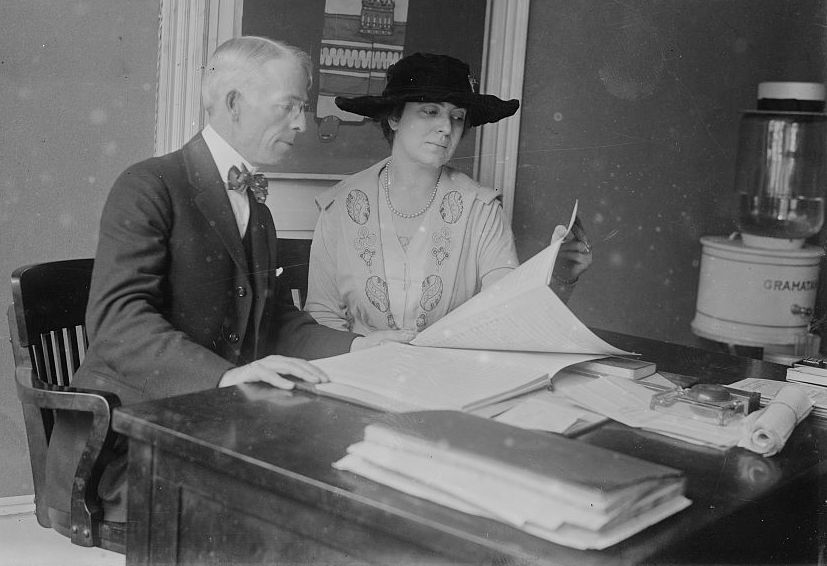
Arthur Nevin e Francesca Peralta, em 1917

Ela nasceu em Manchester, Inglaterra, como Phyllis Partington; seu pai era  John Herbert Evelyn Partington, um conhecido pintor, e da sua mãe, Sarah Ann Partington (nascida Mottershead). Vários dos seus irmãos estavam nas artes, incluindo a sua irmã Blanche, uma escritora, e a Gertrudes, uma artista. A família emigrou para a Califórnia, quando ela era uma criança.

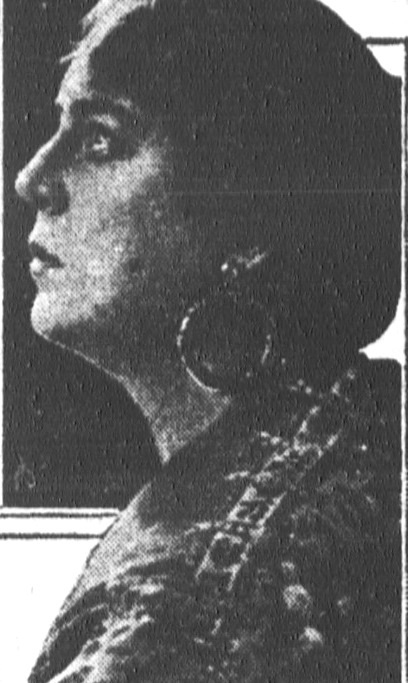
Peralta em Cavalleria rusticana de pietro mascagni, 1920

Em 1911, ela aparecia em uma ópera cômica em Nova York Globe Theatre, quando a estrela, Marguerite Sylva, caiu doente, e Peralta (que ainda estava usando o seu nome de nascimento no momento), foi dada a oportunidade de cantar a liderança. Aparentemente, ela fez bem o suficiente para que o gestor de alternar os dois sopranos o papel principal para o restante da atuação. Em 1913, ela voltou para a Europa e estudou com os Salvatore Cottone e José Mardones. Agora ela estava usando o nome de Phyllis Peralta.
Depois de algumas aparições na turnê de atuações nos Estados Unidos, Peralta (agora usando o nome de Francesca Peralta) cantou Aida e Nedda em St. Louis em produções de Aida e Pagliacci. Ela cantou brevemente com a Associação Chicago Opera, e, em 1920, fez sua primeira aparição no the New York Metropolitan Opera como Elena na Arrigo Boito's Mefistofele, no Dia de Natal, o dia depois de Enrico Caruso's última apresentação por lá. Ela cantou regularmente no Met até 1926, retratando tais funções, como Alice Ford em Falstaff, Dorabella em Così fan tutte, Elizabeth, em Don Carlo, Ginevra de 'La cena delle beffe e Mona Lisa, Giulietta, em Les Contes d'Hoffmann, Leonora de Il trovatore e La Forza del Destino, Maddalena em Andrea Chénier, Mathilde em William Tell, Santuzza em Cavalleria Rusticana de pietro mascagni, Sélika em L'africaine, Vênus em Tannhäuser, e os papéis de título em Aida, La Gioconda, Franco Leoni's L'Oracolo, e Tosca, entre outros.
Peralta foi diagnosticada com câncer no início de 1927, e a partir dessa época apareceu brevemente no Met. A sua última atuação parece ter sido no Bryant Park , em Manhattan, em 13 de setembro de 1931. Ela morreu em sua casa em na Rua 58 West em 22 de dezembro de 1933.